# The Naked Ride Home
《The Naked Ride Home》은 2002년 9월 24일에 발매된 미국의 싱어송라이터 잭슨 브라운의 열두 번째 스튜디오 음반이다. 이 음반은 빌보드 200 차트에서 36위로 정점을 찍었다. 싱글 〈The Night Inside Me〉는 어덜트 컨템포러리 차트에서 25위에 올랐다.
닐슨 사운드스캔에 따르면 2004년 2월 현재 이 음반은 미국에서 139,000장이 팔렸다.

## 반응
| 전문가 평가                       | 전문가 평가 |
| 평가 점수                         | 평가 점수   |
| 출처                              | 점수        |
| --------------------------------- | ----------- |
| AllMusic                          | [ 2 ]       |
| The Encyclopedia of Popular Music | [ 3 ]       |
| Rolling Stone                     | [ 4 ]       |

올뮤직의 마크 데밍은 "브라운의 작곡 기술은 여전히 강하고, 그의 공연은 날카롭고 열정적이지만, 불행하게도 《The Naked Ride Home》의 실제 강점은 그 결함을 더욱 더 두드러지게 만들 뿐입니다. 즉, 브라운의 뮤즈가 그를 어떤 새롭고 흥미로운 장소로 데려가지 않았고, 그가 여전히 작곡과 녹음의 예술을 매우 진지하게 받아들이고 있음이 분명하지만, 그 결과는 그의 초기 작품의 깊이나 영향력이 부족합니다."라고 말했다.
《롤링 스톤》의 글을 쓰는 제임스 헌터는 이 음반이 "다시 들으면 더 풍부하고 울림을 주는 다양한 중간 템포의 신뢰성"을 제공하고 "브라운의 최근 작품보다 더 느슨하고, 더 따뜻하고, 더 라이브 사운드라고 느꼈으며, 이 음반은 여전히 열정적으로 만들어졌고, 그는 긴 시야와 결합된 불필요한 L.A. 쿨의 사운드입니다."

## 곡 목록
모든 곡들은 특별한 언급이 없는 한 잭슨 브라운, 마크 골든버그, 마우리시오 르왁, 케빈 매코믹 그리고 제프 영에 의해 작사/작곡하였다.
| #   | 제목                              | 작사·작곡 | 재생 시간 |
| --- | --------------------------------- | --------- | --------- |
| 1.  | 〈The Naked Ride Home〉           | 브라운    | 5:56      |
| 2.  | 〈The Night Inside Me〉           |           | 4:38      |
| 3.  | 〈Casino Nation〉                 |           | 6:57      |
| 4.  | 〈For Taking the Trouble〉        | 브라운    | 4:25      |
| 5.  | 〈Never Stop〉                    |           | 4:56      |
| 6.  | 〈Walking Town〉                  |           | 6:20      |
| 7.  | 〈About My Imagination〉          |           | 6:10      |
| 8.  | 〈Sergio Leone〉                  |           | 7:57      |
| 9.  | 〈Don't You Want to Be There〉    | 브라운    | 7:35      |
| 10. | 〈My Stunning Mystery Companion〉 | 브라운    | 4:53      |